# The Age of Shadows
The Age of Shadows (en coreano: 밀정) es una película surcoreana de 2016 dirigida por Kim Jee-woon y escrita por Lee Ji-min y Park Jong-dae. Ambientada en Shanghái y Seúl en la década de 1920, fue protagonizada por Song Kang-ho, Gong Yoo, Han Ji-min, Uhm Tae-goo y Shin Sung-rok. Fue escogida para representar a su país en la categoría de mejor película extranjera en la edición número 89 de los Premios Óscar, aunque no logró ingresar en la lista final.
El filme ganó el premio en la categoría de mejor película de acción en el Fantastic Fest de 2016, celebrado en la ciudad de Austin, Texas, y obtuvo otros reconocimientos en eventos como los premios Blue Dragon, Grand Bell y Asociación de Críticos Cinematográficos de Corea, entre otros.

## Sinopsis
El capitán de la policía coreana Lee Jung-chool (Song Kang-ho) ha sido encargado por el gobierno colonial japonés de eliminar a los miembros del movimiento de resistencia del país. Pero si bien Lee tiene un historial de vender a su propia gente para asegurar una posición favorable con los japoneses, la muerte de Kim Jang-ok (Park Hee-soon), un luchador de la resistencia que había sido compañero suyo de clase, le afecta profundamente. El líder de la resistencia, Che-san (Lee Byung-hun), siente que podría ganarse el favor del traidor si lo maneja adecuadamente. De este modo comienza una danza psicológica incremental y codificada entre Lee y una figura clave de la resistencia llamada Kim Woo-jin (Gong Yoo), cuya tienda de antigüedades es una fachada para un plan de contrabando de explosivos de Shanghái a Seúl.

## Reparto
- Song Kang-ho es Lee Jung-chool
- Gong Yoo es Kim Woo-jin
- Han Ji-min es Yeon Gye-soon
- Uhm Tae-goo es Hashimoto
- Shin Sung-rok es Jo Hwe-ryung
- Heo Sung-tae es Ha Il-soo
- Lee Seol-goo es Oh Nam-won
- Shingo Tsurumi es Higashi
- Kim Dong-young es Heo Chul-joo
- Jung Yoo-ahn es Hwang Ui-seo
- Go Jun es Shim Sang-do
- Seo Young-joo es Joo Dong-sung
- Kwon Soo-hyun es Sun-gil
- Lee Hwan es Park Dae-yi
- Kwak Ja-hyung es Seo Jin-dol
- Jo Young-gyu es Kim Hak-jin

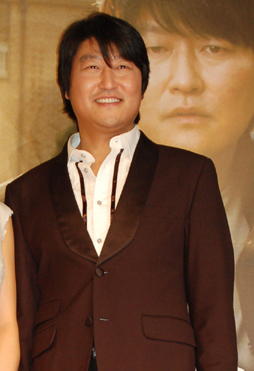
El actor surcoreano Song Kang-Ho interpretó el papel principal en el filme

- Ok Ja-yeon es la esposa de Lee Jung-chool
- Jeon Yeo-been es una Kisaeng #4
- Choi Yu-hwa es Kim Sa-hee
- Han Soo-yeon es Mae-hyang
- Joo Suk-tae es un fiscal

- Park Hee-soon es Kim Jang-ok (aparición especial).
- Oh Ha-nee como Hwang Seo-im.[8]
- Lee Byung-hun es Jung Chae-san (cameo).[9]

## Producción
El 3 de agosto de 2015 se anunció que Warner Bros. financiaría y distribuiría su primera película dramática en lengua coreana ambientada en la década de 1930, titulada Secret Agent. También se anunció que la película con un presupuesto de 8,62 millones de dólares y que sería producida por Grimm Pictures. El guion fue desarrollado por Lee Ji-min y Park Jong-dae, el cineasta Kim Jee-woon fue elegido como director y los actores Song Kang-ho y Gong Yoo fueron escogidos para interpretar los papeles principales. El 14 de julio de 2016 se estrenó un tráiler que revelaba el nuevo título del filme: The Age of Shadows.

## Recepción
La película ha recibido elogios por parte de la crítica. En el portal especializado en reseñas cinematográficas Rotten Tomatoes cuenta con un índice de aprobación del 100 %, basado en 41 críticas con un promedio de 7.3 sobre 10. En Metacritic, otro sitio de reseñas, tiene un promedio ponderado de 78 sobre 100 basado en 14 críticas, indicando "reseñas generalmente favorables".
El portal The Film Stage le dio una crítica positiva a la película, afirmando: «En resumen, el público en general debería disfrutar de este pulido y a menudo emocionante drama patriótico. Pero aquellos que buscan una resonancia más profunda y poderosa, harían bien en mantener sus expectativas bajo control». The Hollywood Reporter afirma: «Varias impresionantes escenas de acción sostienen la tensión y electrizan esta historia demasiado larga y a menudo difícil de seguir». La página Screendaily señaló que «el público local debería responder bien al conmovedor sentimiento patriótico que se exhibe aquí».

## Premios y candidaturas
| Año  | Premio                                         | Categoría                 | Candidato                 | Resultado  | Ref.          |
| ---- | ---------------------------------------------- | ------------------------- | ------------------------- | ---------- | ------------- |
| 2016 | 36th Korean Association of Film Critics Awards | Mejor película            | The Age of Shadows        | Ganadora   |               |
| 2016 | 36th Korean Association of Film Critics Awards | Mejor música              | Mowg                      | Ganador    |               |
| 2016 | 37th Blue Dragon Film Awards                   | Mejor película            | The Age of Shadows        | Candidata  | [ 16 ]        |
| 2016 | 37th Blue Dragon Film Awards                   | Mejor director            | Kim Jee-woon              | Candidato  | [ 16 ]        |
| 2016 | 37th Blue Dragon Film Awards                   | Mejor actor               | Song Kang-ho              | Candidato  | [ 16 ]        |
| 2016 | 37th Blue Dragon Film Awards                   | Mejor actor de reparto    | Uhm Tae-goo               | Candidato  | [ 16 ]        |
| 2016 | 37th Blue Dragon Film Awards                   | Mejor dirección artística | Jo Hwa-sung               | Candidato  | [ 16 ]        |
| 2016 | 37th Blue Dragon Film Awards                   | Mejor música              | Mowg                      | Candidato  | [ 16 ]        |
| 2016 | 53rd Grand Bell Awards                         | Mejor película            | The Age of Shadows        | Candidata  |               |
| 2016 | 53rd Grand Bell Awards                         | Mejor director            | Kim Jee-woon              | Candidato  |               |
| 2016 | 53rd Grand Bell Awards                         | Mejor actor               | Song Kang-ho              | Candidato  |               |
| 2016 | 53rd Grand Bell Awards                         | Mejor actriz de reparto   | Han Ji-min                | Candidata  |               |
| 2016 | 53rd Grand Bell Awards                         | Mejor actor de reparto    | Uhm Tae-goo               | Ganador    | [ 17 ]        |
| 2016 | 53rd Grand Bell Awards                         | Mejor dirección artística | Jo Hwa-sung               | Ganadora   | [ 17 ]        |
| 2017 | 11th Asian Film Awards                         | Mejor película            | The Age of Shadows        | Candidata  | [ 18 ]        |
| 2017 | 11th Asian Film Awards                         | Mejor música original     | Mowg                      | Ganador    | [ 18 ]        |
| 2017 | 11th Asian Film Awards                         | Mejor fotografía          | Kim Ji-yong               | Candidato  | [ 18 ]        |
| 2017 | 53rd Baeksang Arts Awards                      | Mejor película            | The Age of Shadows        | Candidata  | [ 19 ] [ 20 ] |
| 2017 | 53rd Baeksang Arts Awards                      | Mejor director            | Kim Ji-woon               | Ganador    | [ 19 ] [ 20 ] |
| 2017 | 53rd Baeksang Arts Awards                      | Mejor actor               | Song Kang-ho              | Ganador    | [ 19 ] [ 20 ] |
| 2017 | 53rd Baeksang Arts Awards                      | Mejor actor de reparto    | Uhm Tae-goo               | Candidato  | [ 19 ] [ 20 ] |
| 2017 | 53rd Baeksang Arts Awards                      | Mejor actriz de reparto   | Han Ji-min                | Candidata  | [ 19 ] [ 20 ] |
| 2017 | 53rd Baeksang Arts Awards                      | Mejor guion               | Lee Ji-min, Park Jong-dae | Candidatos | [ 19 ] [ 20 ] |